# 瓦爾德克和皮爾蒙特的海倫
海伦娜·菲列特利加·奧古斯塔（英語：Helena Frederica Augusta，1861年2月17日—1922年9月1日）是利奥波德王子的妻子，也因此成為英國王室的一員。是维多利亚女王的四儿媳，她的儿子卡爾·愛德華是她丈夫的遗腹子。她是家中的五女，弟弟是末代瓦爾德克和皮爾蒙特親王腓特烈。